# Crijevčići
Crijevčići es un pueblo ubicado en la municipalidad de Kladanj, en el cantón de Tuzla, Bosnia y Herzegovina.

## Superficie
Posee una superficie de 2,55 kilómetros cuadrados.

## Demografía
Hasta 2013 la población era de 255 habitantes, con una densidad de población de 100 habitantes por kilómetro cuadrado.